# Pachyolpium alegreae
Espèce
Pachyolpium alegreae est une espèce de pseudoscorpions de la famille des Olpiidae.

## Distribution
Cette espèce est endémique de la province de Guantánamo à Cuba. Elle se rencontre vers San Antonio del Sur.

## Description
Le mâle holotype mesure 2,90 mm et la femelle paratype 3,08 mm.

## Systématique et taxinomie
Cette espèce a été décrite par Barba en 2022.

## Étymologie
Cette espèce est nommée en l'honneur d'Aylin Alegre Barroso.

## Publication originale
- Barba, 2022 : « A new Pachyolpium species (Pseudoscorpiones: Hesperolpiidae) from Cuba. » Revista Ibérica de Aracnología, no 40, p. 177–179.